# Axel Vang Christensen
Axel Vang Christensen (* 30. Juli 2004) ist ein dänischer Leichtathlet, der sich auf den Langstreckenlauf spezialisiert hat.

## Sportliche Laufbahn
Erste internationale Erfahrungen sammelte Axel Vang Christensen im Jahr 2021, als er bei den U20-Europameisterschaften in Tallinn in 8:42,75 min die Silbermedaille über 3000 m Hindernis gewann. Im Dezember siegte er in 17:53 min im U20-Rennen bei den Crosslauf-Europameisterschaften in Dublin. Im Jahr darauf schied er bei den Europameisterschaften in München im Vorlauf über 3000 m Hindernis aus und im Dezember kam er bei den Crosslauf-Europameisterschaften in Turin im U20-Rennen nicht ins Ziel. Im Jahr darauf siegte er in 16:09 min erneut bei den Crosslauf-Europameisterschaften 2023 in Brüssel im U20-Rennen. Bei den Crosslauf-Europameisterschaften 2024 in Antalya wurde er in 18:58 min 17. im U23-Rennen und sicherte sich in der Teamwertung die Bronzemedaille hinter den Teams aus dem Vereinigten Königreich und Frankreich.
2024 wurde Christensen dänischer Meister im 5000-Meter-Lauf sowie im 5-km-Straßenlauf und im Crosslauf. In den Jahren 2021 und 2022 wurde er zudem dänischer Meister im 10-km-Straßenlauf.

## Persönliche Bestzeiten
- 1500 Meter: 3:42,53 min, 4. Mai 2024 in Décines-Charpieu
- 3000 Meter: 7:52,31 min, 19. Juni 2024 in Nembro
  - 3000 Meter (Halle): 7:59,30 min, 16. Januar 2021 in Skive (europäische U18-Bestleistung)
- 5000 Meter: 13:29,89 min, 25. Mai 2024 in Brüssel
- 3000 m Hindernis: 8:29,12 min, 8. Juni 2022 in Bergen (U20-Europarekord)
- 5-km-Straßenlauf: 13:42 min, 13. Februar 2022 in Monaco
- 10-km-Straßenlauf: 28:21 min, 14. Januar 2024 in Valencia (dänischer Rekord)